# Saint-Privat, Corrèze
Saint-Privat (okcitansko Sent Privat) je naselje in občina v južnem francoskem departmaju Corrèze regije Limousin. Leta 2005 je naselje imelo 1.108 prebivalcev.

## Geografija
Kraj leži v pokrajini Xaintrie (Limousin), 47 km jugovzhodno od Tulleja. Na ozemlju občine izvira 15 km dolga rečica Glane, levi pritok Dordogne.

## Uprava
Saint-Privat je sedež istoimenskega kantona, v katerega so poleg njegove vključene še občine Auriac, Bassignac-le-Haut, Darazac, Hautefage, Rilhac-Xaintrie, Saint-Cirgues-la-Loutre, Saint-Geniez-ô-Merle, Saint-Julien-aux-Bois in Servières-le-Château s 3.792 prebivalci.
Kanton Saint-Privat je sestavni del okrožja Tulle.

## Zgodovina
Naselje je bilo v času francoske revolucije preimenovano in razdeljeno na Privat-le-Centre in Privat-Haute-Montagne.